# DownBeat
DownBeat (с англ. — «сильная доля») — американский музыкальный журнал, посвященный «джазу, блюзу и не только». Это журнал о джазе с самым большим тиражом в мире из числа первых журналов в этом жанре. Впервые был выпущен в Чикаго в июле 1934 года, ежемесячно публиковался с апреля 1979 года. С самого начала в журнале была рубрика «Опрос читателей»: они голосовали за лучших, по их мнению, и самых популярных джазовых музыкантов. С 1953 года проводится «Опрос критиков» во всех дисциплинах и инструментах, касающихся джаза.
Основанный в 1934 году, он издаётся по сей день, в том числе в печатной версии, и является одним из наиболее авторитетных и почитаемых в мире периодических изданий о джазе, считается «библией джаза», а включение в Зал славы джаза (DownBeat Jazz Hall of Fame) является одной из наиболее значимых наград для исполнителей и музыкантов на мировой джазовой сцене.

## История
Журнал был основан в Чикаго в 1934 году Альбертом Джей Липшульцом (англ. Albert J. Lipschultz), который хотя и был саксофонистом во время Первой мировой войны, однако не собирался зарабатывать музыкой профессионально. С 1921 года он занимался страхованием и, используя свои связи в музыкальном мире, продавал страховки действующим музыкантам. В начале 1930 годов Липшульц занимался расширением собственного страхового бизнеса. В целях продвижения своего товара он основал музыкальный журнал и создал издательскую компанию «Albert J. Lipschultz & Associates». Липшульц пригласил на работу в качестве бизнес-менеджера своего партнёра по страховому бизнесу Адольфа Бессмана и нанял трёх младших редакторов. Первый восьмистраничный номер журнала увидел свет в июле 1934 года и содержал лишь информацию о том, где и какие музыканты выступают в Чикаго. Во втором номере журнала начали публиковаться составы чикагских джаз-бэндов. В сентябре журнал начал вести каталог джазовых музыкантов. На тот момент журнал продавался по цене в 10 центов.
Неожиданно в процесс вмешался некто Джеймс С. Петрилло (англ. James C. Petrillo), авторитетный профсоюзный босс, президент местного отделения Американской федерации музыкантов, которая также выпускала музыкальный журнал. Его не волновала конкуренция журналов, и содержание журнала его устраивало, но он заподозрил, что Липшульц строит за его спиной альтернативную музыкальную организацию. Тогда он заявил Липшульцу: «Ты можешь продавать моим музыкантам страховки, или ты можешь продавать им журнал. Но ты не можешь продавать им и то, и другое». Липшульц всё понял и сделал выбор в пользу страхования. В ноябрьском номере журнала уже не было фамилий Липшульца и Бессмана. 28 ноября 1934 года Липшульц продал журнал одному из своих младших редакторов, Гленну Бёррсу (англ. Glenn Burrs), в прошлом саксофонисту и пианисту, за 1500 долларов.
В январе 1935 года в журнале появились первые рецензии на пластинки. К тому времени состав редакции сменился: Бёррс взял в помощники Карла Линна Конса (англ. Carl Lynn Cons), который вскоре стал совладельцем журнала. В течение 1935—1936 годов журнал проделал путь от небольшого бюллетеня новостей и сплетен до авторитетного издания с твёрдой репутацией в своей сфере. Во второй половине 1930-х годов на страницах журнала впервые появлялись статьи молодых обозревателей, впоследствии ставших мировыми авторитетами в джазе: Джона Хаммонда, Элен Окли, Маршалла Стернса, Леонарда Фезера, Стэнли Дэнса.
В конце 1936 года журнал продолжил ставшие традиционными опросы читателей. Поначалу читателям предложили выбрать лучших исполнителей в двух категориях: свинг и «сентиментальная музыка», а также предлагалось выбрать группу в номинации «кукурузная группа на все времена» (через год номинация стала называться «кукурузный король»). Что касается последней номинации, сейчас сложно сказать что имели в виду её создатели, однако ежегодным победителем в номинации все десять лет её существования был Линдли Армстронг «Спайк» Джонс, лидер эксцентричной группы Spike Jones And His City Slickers, гротескно пародирующей штампы популярной музыки и использовавшей в выступлениях наряду с музыкальными инструментами подручные средства шумовых эффектов: клаксоны, сирены, звонки и т. п. В 1946 году была ликвидирована категория «сентиментальной музыки», после того, как Дюк Эллингтон взял обе номинации.
К концу 1930-х локальные группы из Чикаго исчезли со страниц журнала; авторы стали концентрироваться на звёздах национальной величины. К сентябрю 1939 года тираж журнала превысил 80 000 экземпляров. В октябре 1939 года журнал стал выходить дважды в месяц, и в это же время обложка журнала стала цветной. В 1940 году был открыт офис в Нью-Йорке, и несколько позднее - в Лос-Анджелесе. В апреле 1942 года Карл Линн Конс покинул журнал, продав свою долю Гленну Бёрнсу за 50 000 долларов.
В январе 1946 года было решено делать выпуск журнала не дважды в месяц, а один раз в две недели, что увеличивало тираж на два номера в год. К тому времени затраты на производство выросли, и цена журнала достигла 25 центов. В июле 1947 года журнал потерял в качестве, начав выходить на газетной бумаге. Гневные отзывы читателей сделали своё дело, и с 25 февраля 1947 года издание вновь стало печататься в типографии John Maher Printing Company. Джон Махер, владелец типографии, в дальнейшем сыграл большую роль в развитии журнала, став одним из его владельцев. Типография, приобретённая Махером в Чикаго в 1938 году, уже два года печатала DownBeat, и журнал стал частью портфеля заказов. В 1943 году Бёррс разорвал контракт с Махером, но вернулся в 1947 году. В мае 1950 года Махер выкупил DownBeat у Бёррса, который испытывал финансовые трудности в связи с разводом. В течение 1950—1952 годов в журнале проходили пертурбации, менялся состав авторов и редакторов, закрывались и открывались офисы. В 1952 году, с приглашением Нормана Вейзера из Billboard на должность президента и издателя журнала, начался короткий период стабильности. Вейзер в 1952 году пригласил на работу в качестве менеджера по рекламе Чака Субера, который впоследствии проработал в журнале более 30 лет и сыграл большую роль в истории роста популярности журнала.
Так, ещё в мае 1946 года была введена четырёхступенчатая (четырёхнотная) шкала оценки пластинок, где четыре ноты означали высшую оценку. В январе 1951 года шкала была заменена на численную от 1 (неудача) до 10 (шедевр), а в мае 1952 года шкала стала пятизвёздочной и остаётся такой и сегодня. Тогда же был создан Зал славы джаза (DownBeat Jazz Hall of Fame), в котором называлось имя лучшего по мнению читателей исполнителя джаза в предыдущем году. Легенды джаза, блюза и не только могут быть избраны в Зал славы DownBeat посредством ежегодного опроса критиков (категория «C», с 1961 года), опроса читателей («R») или комитета ветеранов («V» с 2008 года).
Ежегодные опросы критиков остаются одной из «фишек» журнала, они проводятся среди джазовых журналистов по всему миру. Так, по состоянию на 2019 год в опросе принимали участие более 150 джазовых обозревателей, которые оценивали исполнителей в более чем 50 категориях и определяли лучших инструменталистов года, лучшего продюсера, аранжировщика, лучшие биг-бэнд и группу, лучший альбом, а также лучшего исполнителя года в общем и в номинации восходящих звёзд. Иногда методика опросов подвергается критике, в частности Der Spiegel обратил внимание на тот факт, что в опросах принимают участие в подавляющем большинстве американские обозреватели, соответственно победителями становятся лишь американские исполнители. Ещё одной «фишкой» журнала является «Слепое прослушивание», когда обозреватели (а также джазовые музыканты) вслепую, не зная исполнителей, прослушивают записи и ставят им оценки.
В 1953 году последовал спад продаж, ввиду того, что в попытке расширить охват читателей журнал начал терять свою индивидуальную специализацию на джазе. Тираж упал до 40 000 экземпляров. Положение начали спасать ежегодные спецвыпуски — первым был каталог танцевальных групп, затем последовали выпуски, посвящённые тем или иным узким аспектам джаза: выпуск о перкуссии, выпуск о саксофоне и т. п. Кроме того, постоянными специальными пополнениями журнала стали издания Up Beat и Hi-Fi. В 1954 году цена журнала выросла до 35 центов, и в нём появилась цветная вкладка. В январе 1955 года последовало давно назревшее нововведение: журнал преобразовался в стандартный журнальный формат 81.2 на 11 дюймов. В сентябре 1956 года был видоизменён логотип журнала, в феврале 1958 года журнал окончательно отказался от публикации новостей, сконцентрировавшись на рецензиях.
В 1956 году издателем журнала стал Чак Субер. В это время перед редакцией журнала встал вопрос, что делать с экспансией зарождавшегося рок-н-ролла. Ответом на это стало знакомство с джазом, развитие джазового образования среди молодёжи, в частности в школах США. В 1958 году по инициативе журнала был организован ставший традиционным джазовый фестиваль в Университетв Нотр-Дам в Саут-Бенд, штат Индиана. Джон Махер, собственник журнала, высоко оценил идею, и с тех пор развитие джазового образования он считал своей миссией. На настоящий момент времени журнал является организатором нескольких студенческих фестивалей и вручает учреждённую в 1976 году премию DownBeat Student Music Awards, которую часто называют «студенческой Грэмми».
В 1962 году Махер уволил Субера в связи с разногласиями по ряду вопросов. Джон Махер умер в 1968 году, однако он успел вновь пригласить Субера на работу. По завещанию DownBeat, перешедший Американскому национальном банку, подлежал продаже по истечении года после смерти Махера. Ни жена, ни две дочери Махера не проявили интереса к журналу, но Джек Махер, сын Джона Махера, попробовав по предложению банка управлять журналом, решил его выкупить и в январе 1971 года стал его владельцем. При этом он перебил предложение Хью Хефнера, который также был заинтересован в покупке журнала. Поскольку к тому времени в мире главенствовал рок, то Махеру пришлось идти в ногу со временем до такой степени, что на логотипе обложки вместо надписи «Джаз, блюз и не только» появилась надпись «Джаз, блюз и рок». Собственно, это не было ни первой, ни последней попыткой расширения охвата аудитории журнала: в 1950-е журнал был вынужден уделять внимание рок-н-роллу, в 1970-е — року, а в 1990-е на обложках журнала появлялись Стиви Уандер и Лу Рид, что вызывало гнев пуристов. Но в целом DownBeat всю свою историю оставался прежде всего джазовым журналом.
Несмотря на то, что DownBeat пережил всех своих конкурентов, в 1979 году он был вынужден перейти на ежемесячный формат в связи с тем, что новые конкуренты типа Rolling Stone, которые писали о более популярной музыке, чем джаз, пользовались большим успехом. Максимальный тираж журнала DownBeat за всю историю выхода превышал 100 000 экземпляров, по состоянию на 2009 год тираж составлял 70 000 экземпляров.
Джек Махер умер в 2003 году. Говорят, что он носил в бумажнике сложенный лист бумаги, на котором был длинный список джазовых изданий, которые открывались и закрывались с момента основания DownBeat, и Джек Махер был счастлив, когда мог пополнить этот список.
В 2009 году к 75-летию журнала была издана книга DownBeat — The Great Jazz Interviews: A 75th Anniversary Anthology, антология, содержащая 124 избранных интервью, публиковавшихся в журнале с начала его выпуска.
В 2016 и 2017 годах получал титул Джазового издания года по версии Ассоциации джазовых журналистов.

## Отзывы о журнале
Большинство так называемых музыкальных журналов освещают всё, но только не музыку. Это журналы для фанатов и искателей сенсаций. Про меня писали во всех из них, но что с того? Я не то что бы заядлый или знающий любитель джаза, но я читаю DownBeat регулярно, потому что он о музыке.
Оригинальный текст (англ.)Most of the so-called music magazines cover everything but music. They are fan magazines and sensation-seekers. I have been written about in all of them — but so what. … I’m not an avid or knowledgeable jazz fan, but I do read DownBeat regularly because it deals with music.
  — Джим Моррисон

## Зал славы джаза
| Год  | По версии читателей  | По версии критиков                   | По версии ветеранов                                                 |
| ---- | -------------------- | ------------------------------------ | ------------------------------------------------------------------- |
| 1952 | Луи Армстронг        |                                      |                                                                     |
| 1953 | Глен Миллер          |                                      |                                                                     |
| 1954 | Стэн Кентон          |                                      |                                                                     |
| 1955 | Чарли Паркер         |                                      |                                                                     |
| 1956 | Дюк Эллингтон        |                                      |                                                                     |
| 1957 | Бенни Гудмен         |                                      |                                                                     |
| 1958 | Каунт Бэйси          |                                      |                                                                     |
| 1959 | Лестер Янг           |                                      |                                                                     |
| 1960 | Диззи Гиллеспи       |                                      |                                                                     |
| 1961 | Билли Холидей        | Коулмен Хокинс                       |                                                                     |
| 1962 | Майлз Дэвис          | Бикс Байдербек                       |                                                                     |
| 1963 | Телониус Монк        | Джелли Ролл Мортон                   |                                                                     |
| 1964 | Эрик Долфи           | Арт Тэйтум                           |                                                                     |
| 1965 | Джон Колтрейн        | Эрл Хайнс                            |                                                                     |
| 1966 | Бад Пауэлл           | Чарли Крисчен                        |                                                                     |
| 1967 | Билли Стрэйхорн      | Бесси Смит                           |                                                                     |
| 1968 | Уэс Монтгомери       | Сидней Беше & Фэтс Уоллер            |                                                                     |
| 1969 | Орнетт Коулман       | Пи Ви Рассел & Джек Тигарден         |                                                                     |
| 1970 | Джими Хендрикс       | Джонни Ходжес                        |                                                                     |
| 1971 | Чарльз Мингус        | Рой Элдридж & Джанго Рейнхардт       |                                                                     |
| 1972 | Джин Крупа           | Клиффорд Браун                       |                                                                     |
| 1973 | Сонни Роллинз        | Флетчер Хендерсон                    |                                                                     |
| 1974 | Бадди Рич            | Бен Уэбстер                          |                                                                     |
| 1975 | Кэннонболл Эддерли   | Сесил Тэйлор                         |                                                                     |
| 1976 | Вуди Герман          | Кинг Оливер                          |                                                                     |
| 1977 | Пол Дезмонд          | Бенни Картер                         |                                                                     |
| 1978 | Джо Венути           | Роланд Кёрк                          |                                                                     |
| 1979 | Элла Фитцджеральд    | Ленни Тристано                       |                                                                     |
| 1980 | Декстер Гордон       | Макс Роуч                            |                                                                     |
| 1981 | Арт Блэйки           | Билл Эванс                           |                                                                     |
| 1982 | Арт Пеппер           | Фэтс Наварро                         |                                                                     |
| 1983 | Стефан Граппелли     | Альберт Эйлер                        |                                                                     |
| 1984 | Оскар Питерсон       | Sun Ra                               |                                                                     |
| 1985 | Сара Воан            | Зут Симс                             |                                                                     |
| 1986 | Стэн Гетц            | Гил Эванс                            |                                                                     |
| 1987 | Лайонель Хэмптон     | Джонни Додс, Тад Джонс, Тедди Уилсон |                                                                     |
| 1988 | Джако Пасториус      | Кенни Кларк                          |                                                                     |
| 1989 | Вуди Шау             | Чет Бейкер                           |                                                                     |
| 1990 | Ред Родни            | Мэри Лу Уильямс                      |                                                                     |
| 1991 | Ли Морган            | Джон Картер                          |                                                                     |
| 1992 | Мейнард Фергюсон     | Джеймс Джонсон                       |                                                                     |
| 1993 | Джерри Маллиган      | Эд Блэквелл                          |                                                                     |
| 1994 | Дейв Брубек          | Фрэнк Заппа                          |                                                                     |
| 1995 | Джей Джей Джонсон    | Джулиус Хэмпхилл                     |                                                                     |
| 1996 | Хорас Сильвер        | Арти Шоу                             |                                                                     |
| 1997 | Нэт Кинг Коул        | Тони Уильямс                         |                                                                     |
| 1998 | Фрэнк Синатра        | Элвин Джонс                          |                                                                     |
| 1999 | Милт Джексон         | Бетти Картер                         |                                                                     |
| 2000 | Кларк Терри          | Лестер Боуи                          |                                                                     |
| 2001 | Джо Хендерсон        | Милт Хинтон                          |                                                                     |
| 2002 | Антониу Карлос Жобин | Джон Льюис                           |                                                                     |
| 2003 | Рэй Браун            | Уэйн Шортер                          |                                                                     |
| 2004 | Маккой Тайнер        | Рой Хайнс                            |                                                                     |
| 2005 | Херби Хэнкок         | Стив Лейси                           |                                                                     |
| 2006 | Джимми Смит          | Джеки Маклин                         |                                                                     |
| 2007 | Майкл Брекер         | Эндрю Хилл                           |                                                                     |
| 2008 | Кит Джарретт         | Джо Завинул                          | Джон Джонс Джимми Лансфорд Эрролл Гарнер Гарри Карни Джимми Блэнтон |
| 2009 | Фредди Хаббард       | Хэнк Джонс                           | Оскар Петтифорд Тэд Демерон                                         |
| 2010 | Мухал Ричард Абрамс  | Чик Кориа                            | Бэби Додс Чик Уэбб Джо Филли Джонс Билли Экстайн                    |
| 2011 | Ахмад Джамал         | Эбби Линкольн                        | Пол Чемберс                                                         |
| 2012 | Рон Картер           | Пол Мотиан                           | Джин Аммонс Сонни Ститт                                             |
| 2013 | Пат Мэтини           | Чарли Хейден                         | Роберт Лерой Джонсон                                                |
| 2014 | Би Би Кинг           | Джим Холл                            | Бинг Кросби Дина Вашингтон                                          |
| 2015 | Тони Беннетт         | Ли Кониц                             | Мадди Уотерс                                                        |
| 2016 | Фил Вудс             | Рэнди Вестон                         | Хоги Кармайкл                                                       |
| 2017 | Уинтон Марсалис      | Дон Черри                            | Юби Блэйк Джордж Гершвин Херби Николс                               |
| 2018 | Рэй Чарльз           | Бенни Голсон                         | Мэриэн Макпартлэнд                                                  |
| 2019 | Хэнк Мобли           | Нина Симон                           | Скотт Лафаро Джо Уильямс                                            |